# Наваф аль-Акиди
Наваф Аль-Акиди (араб. نواف العقيدي‎; род. 10 мая 2000, Эр-Рияд) — саудовский футболист, вратарь клуба «Ан-Наср» и национальной сборной Саудовской Аравии.

## Клубная карьера
Воспитанник клуба «Ан-Наср». 30 сентября 2021 года дебютировал в игре за клуб в профессиональной лиге Саудовской Аравии против клуба «Абха» (3:1). В первом для себя сезоне вышел на поле в трёх матчах чемпионата. С февраля по июнь 2022 года играл на правах аренды за клуб «Аль-Таи», вышел на поле в семи матчах национального первенства.

## Выступления за сборную
В 2022 году со сборной Саудовской Аравии U23 он участвовал в молодежном чемпионате Азии, будучи первым вратарём сборной, защищал ворота на протяжении всего турнира, не пропустив ни одного мяча и помог команде завоевать золотые награды турнира, был признан лучшем голкипером турнира.
С ноября 2021 года Наваф несколько раз вызывался в расположение национальной сборной Саудовской Аравии, но так за неё и не дебютировал. Несмотря на это, в ноябре 2022 года был включён в состав сборной на чемпионат мира 2022 года в Катаре.